# Municipio de Dryden (Minnesota)
El municipio de Dryden (en inglés: Dryden Township) es un municipio ubicado en el condado de Sibley en el estado estadounidense de Minnesota. En el año 2010 tenía una población de 287 habitantes y una densidad poblacional de 3,21 personas por km².

## Geografía
El municipio de Dryden se encuentra ubicado en las coordenadas 44°35′54″N 94°10′46″O / 44.59833, -94.17944. Según la Oficina del Censo de los Estados Unidos, el municipio tiene una superficie total de 89.3 km², de la cual 85,02 km² corresponden a tierra firme y (4,79 %) 4,28 km² es agua.

## Demografía
Según el censo de 2010, había 287 personas residiendo en el municipio de Dryden. La densidad de población era de 3,21 hab./km². De los 287 habitantes, el municipio de Dryden estaba compuesto por el 96,86 % blancos, el 0,35 % eran afroamericanos, el 0,35 % eran amerindios, el 1,39 % eran de otras razas y el 1,05 % eran de una mezcla de razas. Del total de la población el 7,32 % eran hispanos o latinos de cualquier raza.